# Вагіф Джавадов
Вагіф Джавадов (азерб. Vaqif Cavadov, нар. 25 травня 1989, Баку) — азербайджанський футболіст, нападник збірної Азербайджану та клубу «Сумгаїт». Футболіст року в Азербайджані (2009).

## Клубна кар'єра
У футбол почав грати у віці 7 років в дитячій футбольній школі (СДЮШОР) в Баку. Перший тренер — Вагіф Пашаєв. У 11 років перейшов в ДЮСШ ЦСКА (Москва). Тренером був Володимир Олександрович Кобзар.

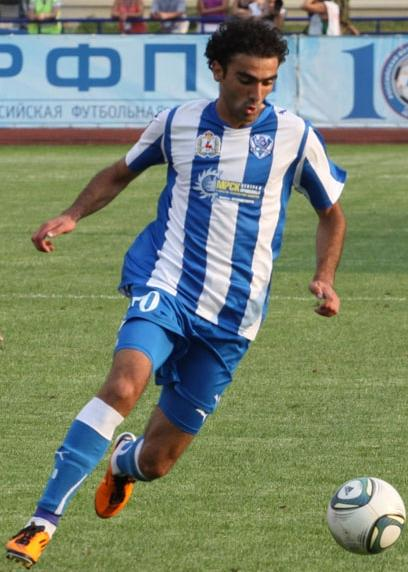
Вагіф Джавадов під час виступів за «Волгу». 2011 рік.

До складу головної команди московських армійців пробитися не змігі і 2007 року повернувся на батьківщину, де приєднався до складу агдамського «Карабаха». Відіграв за команду з Агдама наступні три сезони своєї ігрової кар'єри. Більшість часу, проведеного у складі агдамського «Карабаха», був основним гравцем атакувальної ланки команди.
У 2010 році уклав контракт з нідерландським клубом «Твенте», закріпитися у складі якого гравцеві не вдалося. Натомість того ж року був відданий в оренду до азербайджанського «Баку». Граючи у складі столичного клубу також здебільшого виходив на поле в основному складі команди.
З літа 2011 року виступав у Росії, захищаючи кольори клубу «Волга» (Нижній Новгород). Відіграв за команду з Нижнього Новгорода 11 матчів в національному чемпіонаті, після чого у січні 2012 року покинув клуб, попередньо розірвавши договір через затримки з виплатами за контрактом.
З січня 2012 року знову став гравцем «Карабаха», де грав до літа 2013 року, після чого ще сезон грав за «Інтер» (Баку).
Протягом сезону 2014/15 грав за турецькі клуби «Газіантеп ББ» та «Болуспор» у другому за рівнем дивізіоні країни.
Влітку 2015 року став гравцем клубу «Хазар-Ланкаран», але майже відразу був відданий в оренду в «Габалу», де і грав до кінця року.
В січні 2016 року став гравцем «Сумгаїта».

## Виступи за збірні
У 2002 році дебютував у складі юнацької збірної Азербайджану, взяв участь у 7 іграх на юнацькому рівні.
Протягом 2005–2009 років залучався до складу молодіжної збірної Азербайджану. На молодіжному рівні зіграв у 11 офіційних матчах, забив 4 голи.
18 травня 2006 року дебютував в офіційних іграх у складі національної збірної Азербайджану під час товариського матчу зі збірною Молдови (0:0). Наразі провів у формі головної команди країни 58 матчів, забивши 9 голів.

## Титули і досягнення

### Командні
- Володар Кубка Азербайджану (2):

«Карабах»: 2008–09
«Кешла»: 2017-18
- Чемпіон Нідерландів (1):

«Твенте»: 2009–10
- Володар Суперкубка Нідерландів (1):

«Твенте»: 2010

### Особисті
- Футболіст року в Азербайджані: 2009